# 望滨街道
望滨街道，是中华人民共和国辽宁省沈阳市沈北新区下辖的一个乡镇级行政单位。

## 行政区划
望滨街道下辖以下地区：
莲花社区、新屯社区、望滨社区、南三家子社区、古砬子社区、东四家子社区、曾子沟社区、黑林子社区、山城子社区、房身社区和邱家社区。